# Cryogonus fomicarius
Cryogonus fomicarius är en tvåvingeart som först beskrevs av Camillo Rondani 1863.  Cryogonus fomicarius ingår i släktet Cryogonus och familjen skridflugor. Inga underarter finns listade i Catalogue of Life.